# ゴルトベルク変奏曲

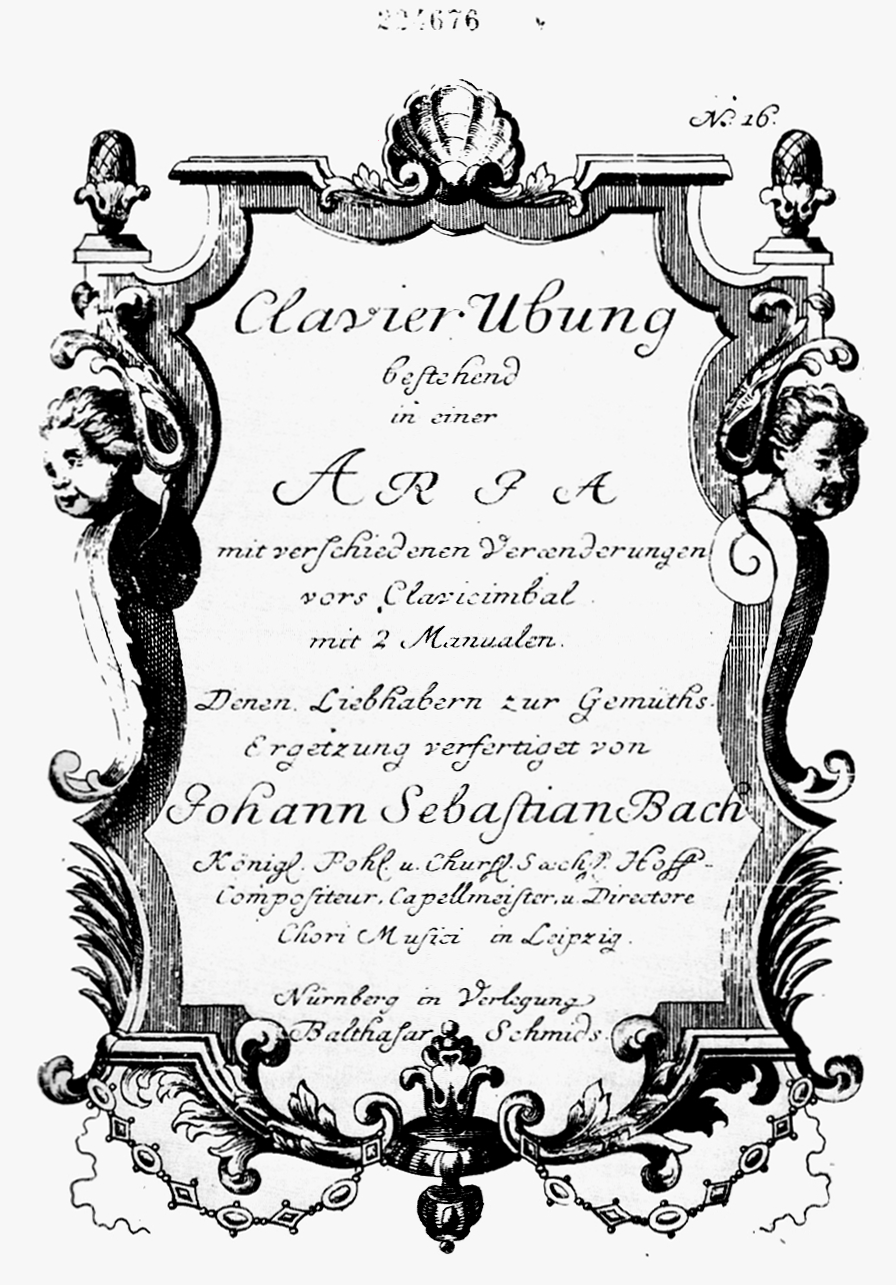
初版表紙

ゴルトベルク変奏曲（ゴルトベルクへんそうきょく, ドイツ語: Goldberg-Variationen) は、ヨハン・ゼバスティアン・バッハによる2段の手鍵盤のチェンバロのための変奏曲 (BWV 988)。全4巻からなる「クラヴィーア練習曲集」の第4巻であり、1741年に出版された。バッハ自身による表題は「2段鍵盤付きクラヴィチェンバロのためのアリアと種々の変奏」 (ドイツ語: Clavier Ubung bestehend in einer ARIA mit verschiedenen Veraenderungen vors Clavicimbal mit 2 Manualen) 。
「アリアと種々の変奏」と題されているが、バッハが音楽を手ほどきしたヨハン・ゴットリープ・ゴルトベルクが不眠症に悩むヘルマン・カール・フォン・カイザーリンク伯爵のためにこの曲を演奏したという逸話から「ゴルトベルク変奏曲」の俗称で知られている。しかし演奏には高度な技術が必要で、当時ゴルトベルクは14歳の少年であったことなどから、逸話については懐疑的な見方が多い。
ピアノが主流となった時代から20世紀初頭まで演奏されることは少なかったが、ワンダ・ランドフスカがモダン・チェンバロによる演奏を録音し、高く評価された。グレン・グールドはレコード会社に反対されながらもデビュー盤にこの曲を選択し、1956年にリリースされたピアノ演奏のレコードは世界的な大ヒットとなった。
この変奏曲の低音主題を以下に示す。

## 楽曲の構成
32小節から成るアリアを最初と最後に配置し、その間にアリアの32音の低音主題に基づく30の変奏が展開され、全部で32曲となる。各曲は2部構成で前半後半をそれぞれリピートする。第15、21、25変奏のみがト短調で他は主題と同じくト長調である。3の倍数の変奏はカノンであり、第3変奏の同度のカノンから第27変奏の9度のカノンまで順次音程が広がるが、第30変奏は10度のカノンではなくクォドリベットが置かれている。第16変奏は「序曲」と題され、後半の始まりを告げている。
アリア
3/4拍子（鍵盤指示なし）。このアリアはアンナ・マクダレーナ・バッハの音楽帳（1725年に始まる二番目の音楽帳）に収録されている。
第1変奏
3/4拍子、1鍵盤。
第2変奏
2/4拍子、1鍵盤。
第3変奏
12/8拍子、同度のカノン、1鍵盤。
第4変奏
3/8拍子、1鍵盤。
第5変奏
3/4拍子、1あるいは2鍵盤
第6変奏
3/8拍子、2度のカノン、1鍵盤
第7変奏
6/8拍子、1あるいは2鍵盤
第8変奏
3/4拍子、2鍵盤
第9変奏
4/4拍子 3度のカノン、1鍵盤
第10変奏
2/2拍子、フゲッタ、1鍵盤
第11変奏
12/16拍子、2鍵盤
第12変奏
3/4拍子、4度の反行カノン（鍵盤指示なし）
第13変奏
3/4拍子、2鍵盤
第14変奏
3/4拍子、2鍵盤
第15変奏
2/4拍子、ト短調、5度の反行カノン、1鍵盤
第16変奏
2/2拍子 - 3/8拍子、序曲、1鍵盤。前半部が荘重な付点リズムで、後半部で速度を増すフランス風序曲の形式で書かれている
第17変奏
3/4拍子、2鍵盤
第18変奏
2/2拍子、6度のカノン、1鍵盤
第19変奏
3/8拍子、1鍵盤
第20変奏
3/4拍子、2鍵盤
第21変奏
4/4拍子、ト短調、7度のカノン（鍵盤指示なし）
第22変奏
Alla Breve（2/2拍子）、1鍵盤
第23変奏
3/4拍子、2鍵盤
第24変奏
9/8拍子、8度のカノン、1鍵盤
第25変奏
3/4拍子、ト短調、2鍵盤
第26変奏
3/4(18/16)拍子（右手が18/16拍子、左手が3/4拍子という特殊な書法である）、2鍵盤
第27変奏
6/8拍子、9度のカノン（唯一、自由声部のない純粋な2声カノン）、2鍵盤
第28変奏
3/4拍子、2鍵盤
第29変奏
3/4拍子、1あるいは2鍵盤
第30変奏
4/4拍子 クォドリベット、1鍵盤
quod libet（ラテン語で「好きなように」を意味する）は、宴会などで行う、複数人がそれぞれちがう歌を同時に歌う遊びであった。バッハは当時の流行歌二つを組み合わせつつ主題とも重ね合わせて終曲としている。使われたのは、"Ich bin solang nicht bei dir g'west, ruck her, ruck her"(「長いこと御無沙汰だ、さあおいで、おいで」)と"Kraut und Rüben haben mich vertrieben, hätt mein' Mutter Fleisch gekocht, wär ich länger blieben"(「キャベツとカブが俺を追い出した、母さんが肉を料理すれば出て行かずにすんだのに」である。
アリア
3/4拍子
ダ・カーポで、初めのアリアが再現されて全曲を締めくくる。

## 14のカノン（BWV 1087）

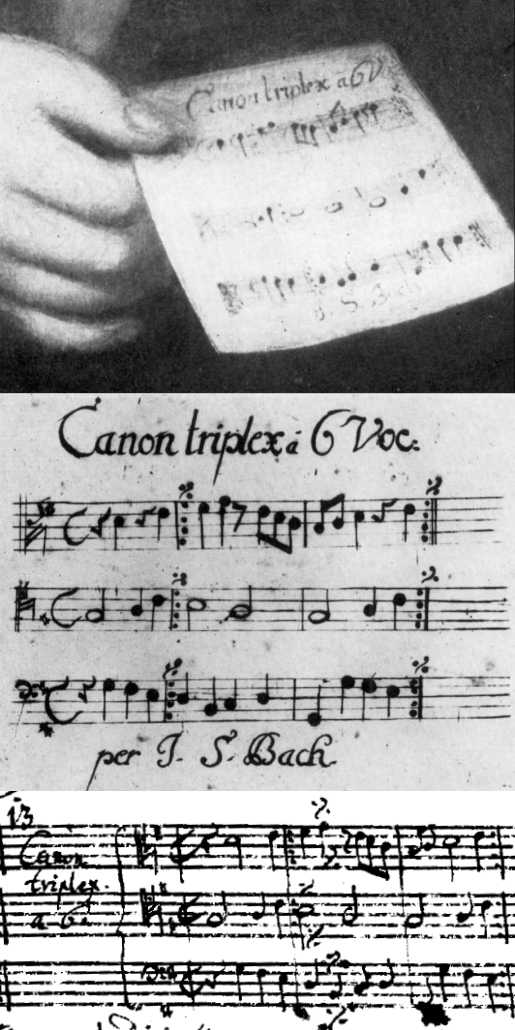
上段:肖像画でバッハが手にする楽譜。中段:元の楽譜。下段:14のカノンの第13番。

1974年にストラスブールで発見されたバッハの私蔵本には、修正の書き込みとともに、余白の頁には新たにVerschiedene Canones über die ersten acht Fundamental-Noten vorheriger Arie（前のアリアの最初の8音の低音主題に基づく種々のカノン）としてアリアの低音主題冒頭の8音に基づく14曲のカノンが追加されている。14はバッハの名前を象徴する数字である（BACH = 2 + 1 + 3 + 8 = 14）。バッハは1747年6月にミッツラー主催の音楽学術交流協会に第14番めの会員として入会し、入会にあたってバッハは第13番のカノンの改訂稿（BWV 1076）を提出した。エリアス・ゴットロープ・ハウスマン（de:Elias Gottlob Haußmann）によるバッハの肖像画でバッハが手にする楽譜がそれである。　

## 編曲
本作はチェンバロのための作品であるが、グレン・グールドに代表されるように、ピアノによる演奏も一般的である。またドミトリー・シトコヴェツキーによって編曲された弦楽三重奏版や、ユゼフ・コフレルによる室内オーケストラ版など、さまざまな演奏家によって多様な編曲が行われている。

## 文献
- デイヴィッド・シューレンバーグ『バッハの鍵盤音楽』、佐藤望／木村左千子訳、小学館、2001。ISBN 978-4093860307.
- Williams, Peter (2001). Bach: The Goldberg Variations. Cambridge: Cambridge University Press. ISBN 978-0521001939.
- 井上和男『改訂版 クラシック音楽作品名辞典』三省堂、1998年。